# Orangestreifen-Drückerfisch
Der Orangestreifen-Drückerfisch (Balistapus undulatus) ist eine Fischart, die im Roten Meer und im tropischen Indopazifik von der Küste Ostafrikas und KwaZulu-Natals bis Japan, Neukaledonien, den Line Islands, den Marquesas und dem Tuamotu-Archipel vorkommt.

## Merkmale
Die Tiere erreichen eine durchschnittliche Länge von 26 cm. Die Maximallänge liegt bei 30 cm. Ihre Grundfärbung ist grün bis dunkelbraun, die Körperseiten und die Kopfseiten hinter den Augen sind mit den namensgebenden, gebogenen orangen Streifen gemustert. Einige blaue und orange Streifen verlaufen vom Maul bis unterhalb des Brustflossenansatzes. Auf dem abgeflachten Schwanzflossenstiel liegt ein kräftiger schwarzer Fleck. Die Flossenstrahlen von Rücken- und Afterflosse sowie die der Brustflossen sind orange. Die Schuppen des Schwanzstiels besitzen zwei in Längsrichtung verlaufende Reihen von langen, nach hinten gerichteten Stacheln. An der Brustflossenbasis und direkt hinter der Kiemenöffnung sind die Schuppen vergrößert. Die Schwanzflosse ist orange und leicht abgerundet.
- Flossenformel: Dorsale III/25-26(27), Anale 20-24

## Lebensweise
Der Orangestreifen-Drückerfisch lebt in korallenreichen tiefen Lagunen und Außenriffen in Tiefen von 2 bis 50 Metern. Er ist revierbildend und ernährt sich von bodenbewohnenden wirbellosen Tieren, wie Stachelhäutern, Mollusken, Schwämmen und Hydrozoen, sowie von Algen und Fischen. Zur Fortpflanzung versammeln sich die Fische in Gruppen in strömungsreichen Riffkanälen und laichen in Gruben im Sand oder Korallenbruch. Die Larven schlüpfen in der Nacht.